# Oonops chickeringi
Oonops chickeringi är en spindelart som beskrevs av Brignoli 1974. Oonops chickeringi ingår i släktet Oonops och familjen dansspindlar. Inga underarter finns listade i Catalogue of Life.